# Jean Françaix
Jean Françaix (Le Mans, 1912. május 23. – Párizs, 1997. szeptember 25.) francia zeneszerző.

## Élete
Korán érő zeneszerző volt: kilencéves korában már megjelent egy zongoraszvitje nyomtatásban. Tanulmányait a párizsi konzervatóriumban Nadia Boulangernél végezte. Készített egy szimfóniát vonósokra, zongoraversenyeket, kamarazenét, operákat, és balettzenét.